# 里弗鎮區 (明尼蘇達州紅湖縣)
里弗鎮區（英語：River Township）是位於美國明尼蘇達州紅湖縣的一個行政鎮區。

## 地方資料
里弗鎮區的面積為30.43平方千米，皆為陸地。根據2020年美國人口普查的數據，當地共有人口62人，而人口密度為每平方千米2.04人。